# 前619年
| 千纪： | 前1千纪 |
| 世纪： | 前8世纪 \| 前7世纪 \| 前6世纪 |
| 年代： | 前640年代 \| 前630年代 \| 前620年代 \| 前610年代 \| 前600年代 \| 前590年代 \| 前580年代                                                                                           |
| 年份： | 前624年 \| 前623年 \| 前622年 \| 前621年 \| 前620年 \| 前619年 \| 前618年 \| 前617年 \| 前616年 \| 前615年 \| 前614年                                                             |
| 纪年： | 周襄王三十三年 魯文公八年 齊昭公十四年 晉靈公二年 秦康公二年 宋昭公元年 楚穆王七年 衛成公十六年 陳共公十三年 蔡庄侯二十七年 曹共公三十四年 郑穆公九年 燕襄公三十九年 杞桓公十八年 |

## 大事記
- 冬十月壬午，趙盾與魯國會盟於衡雍。
- 秦國攻晉國，佔領武城（陝西華縣），以報去年令狐之战的失敗。
- 周襄王驾崩，子周頃王壬臣嗣位。

## 逝世
- 周襄王（出生:不详--去世:公元前619年）(在位32年)
- 公子卬、公孫鍾離、孔叔，宋昭公对嫡祖母宋襄夫人不加礼遇，宋襄夫人依靠戴氏的族人杀了宋昭公的党羽孔叔、公孙钟离及大司马公子卬